# Vasvári Miklós
Vasvári Miklós (Szeged, 1898. május 7. – Balf, 1944. november 15.) ornitológus.

## Élete
Vasvári (Kohn) Lajos festékkereskedő és Mogán Regina fiaként született. Szülei 1910-ben elváltak. Iskoláit szülővárosában és Temesváron végezte. Egyetemei tanulmányait a Budapesti Tudományegyetemen kezdte meg, azonban Szegeden fejezte be, ahol Méhelÿ Lajos vette pártfogásába és támogatta felvételét a Madártani Intézetbe, habár az első disszertációját nem a madártan, hanem a herpetológia keretein belül írta. 
Az első világháború alatt mint önkéntes munkatárs működött az Intézetnél. 1921-ben rendes megfigyelő volt, 1922-ben pedig mint díjnok dolgozott, s Chernel Istvánt tekintette mintaképének.
1923-ban, mint megélhetéssel küzdő diák, a Somogy vármegyei (mai Zala vármegyei) Ormándra került nevelőnek. Ekkor kezdte meg Somogy vármegye faunisztikai kutatását, megtalálta Belső-Somogy síkságán az addig magashegységi állatnak tartott keresztes viperát (Vipera berus), illetve annak fekete színváltozatát. Ebben az időben nősült meg, Tukora Máriát vette feleségül, akivel később hat gyermekük született. Intézeti szolgálata alatt folyamatosan járta az országot. 
Bár ornitológuskent ismert, doktori disszertációját azonban az Adatok a zöldgyík formakör ismeretéhez (1926) címmel készítette el. Ebben írta le a zöld gyík egy új alfaját, a Lacerta viridis fejérváryi-t (újabban Lacerta bilineata fejérváry), amely még ma is érvényes taxonnak tekintendő. Pályájának kezdetén mind Méhelÿ, mind Fejérváry támogatta a fiatal kutatót, és igyekeztek a herpetológia irányába terelni érdeklődését, amelynek köszönhetően ő fedezte fel elsőként Délnyugat-Magyarországon a keresztes viperát. Később azonban teljesen felhagyott herpetológiai munkásságával, eltekintve kis-ázsiai kutatóútjaitól, ahonnan nemcsak ornitológiai, hanem jelentős herpetológiai anyagot is hozott magával. Útjai során gyűjtött anyagból számos új alak került ki (földikutya, bogár, csiga stb.). A táplálkozástan területén munkássága alapvető, számos Magyarországra nézve új madárfajt és alfajt mutatott ki a magyar faunából. 
Pályáján nemzetközi tekintélye ellenére lassan haladt előre: 1927-ben szaknapidíjas, még ugyanebben az évben asszisztens, 1933-ban adjunktus, 1935-ben főadjunktus lett. 1936-ban és 1937-ben két kutatóutat vezetett Kis-Ázsiába.
1944 áprilisában behívtak munkaszolgálatra és zsidó származása miatt kitiltották a Magyar Madártani Intézetből. Ugyanezen év decemberében Budapestről Balfra vitték, ahol egy SS-különítmény meggyilkolta.
A táplálkozástan terén munkássága alapvető. Számos új madárfaj és alfaj jelenlétét igazolta a magyarországi faunában. Egyik fő érdeme a fiatal magyar ornitológusgárda megszervezése és irányítása. Többek között Hegymeghy Dezső (1874-1949) gyűjtéseit is feldolgozta. Kis-ázsiai útjai során gyűjtött anyag nagy része sajnos elpusztult a második világháború viharaiban, mikor a Magyar Madartani Intézet leégett.

## Művei
- 1926 Adatok a zöldgyík formakör ismeretéhez. Állattani Közlemények
- 1928 Adalékok a bölömbika és pocgém táplálkozási oekológiájához. Aquila 1927–1928)
- 1930 Tanulmányok a vörösgém táplálkozásáról. Aquila 1929–1930
- 1930 Új harkály a magyar faunában. Állattani Közlemények
- 1938 Skizzen aus der Biocoenose der Vogelwelt von Kleinasien. C. R. IX. Congr. Int. Orn., Rouen
- 1938 A bakcsó és az üstökösgém táplálkozási oekológiája. Aquila 1935–1938
- 1939 Die Verbreitung und Oekologie des Kaiseradlers. Festschrift Stand Vol. V.

## Emlékezete
- A veszprémi állatkertben kollégái minden évben megemlékeznek róla a madarak és fák napján.[5]